# غوربريت سينغ
غوربريت سينغ (بالإنجليزية: Gurpreet Singh) هو لاعب كرة قدم هندي في مركز الدفاع، ولد في 29 يوليو 1987 في بنجاب في الهند. شارك مع منتخب الهند لكرة القدم. أما مع النوادي، فقد لعب مع نادي بهوانيفور لكرة القدم ونادي تشرتشل براذرز ونادي سالغاوكار.